# Claudio Giuliodori
Claudio Giuliodori (Osimo, 1958. január 7. –) olasz katolikus püspök, a Szent Szív Katolikus Egyetem egyházi asszisztense és általános káplánja.

## Élete
Ancona-Numana érseke, Carlo Maccari 1983. április 16-án szentelte pappá. 1986. szeptember 30-án inkardinálták az Ancona-Osimói papságba. XVI. Benedek pápa 2007. február 22-én Macerata-Tolentino-Recanati-Cingoli-Treia püspökévé nevezte ki. Camillo Ruini bíboros vikárius ugyanabban az évben március 31-én püspökké szentelte; A társszentelő Angelo Bagnasco genovai érsek, Giuseppe Betori, az Olasz Püspöki Konferencia főtitkára, Luigi Conti, fermói érsek és Edoardo Menichelli, Ancona-Osimo érseke. Mottóul a Gratia et Veritast választotta. A pápa 2013. február 26-án kinevezte a Szent Szív Katolikus Egyetem, Európa legnagyobb nem kormányzati egyetemének egyházi asszisztensévé és általános káplánjává.

## Fordítás
- Ez a szócikk részben vagy egészben  a   Claudio Giuliodori című német Wikipédia-szócikk fordításán alapul.  Az eredeti cikk szerkesztőit annak laptörténete sorolja fel. Ez a jelzés csupán a megfogalmazás eredetét és a szerzői jogokat jelzi, nem szolgál a cikkben szereplő információk forrásmegjelöléseként.